# Trykkefrihedstiden
Trykkefrihedstiden er den periode i Danmarks historie, der går fra Johann Friedrich Struensees første selvstændige lov, reskriptet af 14. september 1770, hvor der herskede fuld trykkefrihed, til genindførelsen af censuren ved reskriptet af 20. oktober 1773 efter Struensees fald fra magten 17. januar 1772. Med reskriptet af 1770 blev Danmark den første stat i verden til at erklære uindskrænket lovmæssig trykkefrihed, idet selv lande med relative frie lovgivninger på området som England, Holland og Sverige havde forbehold i lovgivningen overfor anonymitet og æreskrænkelser.

## Baggrund
Med enevældens indførelse i Danmark i 1660 blev en censurlovgivning indført. Den blev specificeret i Christian 5.'s Danske Lov kap. 21 artikel 1-6: Om Bøger og Almanakker. Denne lov siger, at alle, som vil udgive noget, skal lade teksten gennemse af det fakultet, som emnet hidrører først. Derefter vil signaturen Imprimatur og professorens navn bag på bogens første eller sidste titelblad anvise, at bogen er godkendt af censuren. Loven sigtede først og fremmest på skrifter af politisk og teologisk indhold, og de blev gennemset af censuren før udgivelse.

## Loven
Kabinetsordren af 4. september 1770, der blev udfærdiget til reskriptet af 14. september 1770, var Struensees første selvstændigt udfærdigede lov. Den varslede Struensees kabinetstyre indtil kuppet mod ham 17. januar 1772. Loven er et udtryk for Struensees radikale tolkning af oplysningstidens ideer.

Det hedder i reskriptet, der som alle Struensees love er tilskrevet den sindssyge konge Christian 7.: 
| Citat                                                              | Vi holde fuldkommeligen for, at det er saavel skadeligt for Sandheds upartiske Undersøgning, som og hinderligt i at oplyse de ældre Tiders Vildfarelser og Fordomme, naar redeligen sindede og for det almindelige Vel samt deres Medborgeres sande Bedste nidkjære Patrioter skulle formedelst Persons Anseelse, Befalinger eller forudfattede Meninger skrækkes fra eller forhindres at skrive frit, efter deres Indsigt, Samvittighed og Overbevisning, samt at angribe Misbruge og lægge Fordomme for Dagen; og Vi have i saadan Betragtning efter nøje Overlæg allernaadigst besluttet, udi Vores Riger og Lande i Almindelighed at tillade en uindskrænket Frihed for Bogtrykkerierne saaledes: at fra nu af skal ingen være pligtig eller forbunden til at lade sine Bøger og Skrifter, som han vil overgive til Trykken, underkaste den hidtil anordnede Censur og Approbation. | Citat |
| Edvard Holm - Nogle Hovedtræk af Trykkefrihedstidens Histore, s. 4 | |       |

Struensees mening var at opmuntre til en fri debat om de reformer og omvæltninger, som hans styre skulle afstedkomme. Og han havde sandsynligvis også regnet med, at han med dette træk ville vinde befolkningens sympati. Som så meget andet i Struensees styre blev resultatet dog ikke det forventede.

## Forfatterne
Modtagelsen af reskriptet vakte ublandet glæde: Både fra landets egne forfattere og rundt omkring i Europa. Den franske oplysningsfilosof Voltaire skrev et hyldestdigt til kongen, som høstede æren.

De første skrifter, der udkom, var forholdsvis positive over for styret. Historikeren og bogsamleren Peter Friderich Suhm skrev: 
| Citat              | En priselig Gjerning af vor allernaadigste Konge, en Gjerning som man maa haabe, at han holder stivt over, da den er hans egen Gjerning; at han for de gode Skrifter, de gode Tanker, som den vil frembringe for Lyset, ser igjennem Fingre med de onde, de slette... | Citat |
| Edvard Holm, s. 27 | |       |

Suhm så, hvilke følger en fuldstænding ophævelse kunne have i en stat, der var fuldstændig uvant med denne frihed og dårligt nok havde opbygget en selvstændig litteratur, nemlig en strøm af anonyme skrifter, hvis eneste formål var at kaste med mudder.
Det varede heller ikke længe, før de første skrifter af den slags dukkede op, og snart fulgte en regulær flodbølge af skrifter. Embedsmanden og bogsamleren Bolle Willum Luxdorph indsamlede skrifterne fra de cirka tre år, Trykkefrihedstiden varede, så godt han formåede. Disse skrifter kom efter hans død til det Kongelige Bibliotek, hvor de er i dag. De 1051 forskellige skrifter er indbundet i 46 tykke bind. Samlingen er alligevel ukomplet.
Trods den fuldstændige pressefrihed var der meget få af forfatterne, der turde stå frem med deres forfatternavn på titelbladet. I stedet fandt de på græske navne, der symboliserede deres kærlighed til fædrelandet og folket: Philodanus, Philocosmus, Philodaneias, Philalethes osv. De mange navne af denne type fremkaldte vittigheden, at det var på grund af alt det "phileri" (philos = en elsker af), at litteraturen led.

I det første halve år af trykkefrihedstiden var størstedelen af skrifterne positive overfor Struensees reformer og kritiserede fortrinsvis det gamle adelsaristokrati, som havde styret landet siden Frederik 5.. Men fra sommeren 1771, hvor Struensees reformer var begyndt at have sin virkning, samt rygterne om forholdet til dronningen var blevet spredt, blev størstedelen af de udgivne skrifter kritiske overfor for Struensees mange tiltag. Skrifterne blev vel modtaget af læserne, og på grund af deres ofte meget letlæselige indhold, blev de læst af alle stænder i København. Det medførte, at mange skrifter ikke havde andet formål end god afsætning. 
| Citat              | En af dem naaede til i en Pjece paa ikke mere end et Ark at skrive om den danske Flaade, de danskes Tapperhed og Vittighed, om Politik, Hunger og Dyrtid, Udførsel af Oxer til Holland, Indførsel af røgede Oxetunger fra Hamburg, Kornpugere, Tilstanden paa Herregaarde og hos Bønder, Uddeling af Rang m.m. | Citat |
| Edvard Holm, s. 31 | |       |

Mange skrifter hentydede til forholdet mellem Struensee og dronning Caroline Mathilde. Det er Struensee, der er far til Caroline Mathildes datter, Louise Augusta. Rygterne florerede i samtiden. Insinuationerne blev ofte fremsat i form af mere overordnede diskussioner omkring ægteskabs- og sædelighedsforholdene, men samtiden var ikke i tvivl om, hvad de hentydede til.

Det overordnede indtryk af de mange trykkefrihedstidsskrifter er, at de fleste benytter sig af en overordentlig grov tone. Det var normalt i datidens litteratur at formulere sig "i de mest superlative udtryk", men skrifterne fra denne periode overskrider selv en den karakteristik. Et af skrifterne, hvis emne er Struensees fritænkeri, omtaler Struensee som følger: 
| Citat              | denne Ragoutmester og Finkefabrikør, denne vor Oberrigsøkonomus, denne farlige Fjende af alle gode gammeldags egne Landsprodukter, hvem det er nødvendigt at jage ud fra hans Direktion og forræderiske Projektmageri. | Citat |
| Edvard Holm, s. 42 | |       |

## Reskriptet af 7. oktober 1771
Selv Struensee blev overrasket og forarget over resultatet af sin trykkefrihedsforordning og strammede den med reskriptet af 7. oktober 1771. Loven ophævede ikke censurfriheden, men bekendtgjorde, at forfatterne af disse pasqviller og oprørske skrifter ikke måtte indeholde noget, der gik imod gældende lovgivning. Desuden fastslog den, at bogtrykkerne ikke måtte udgive noget skrift uden at vide, hvem forfatteren var. Intet skrift måtte udgives, uden det enten bar bogtrykkerens eller forfatterens navn på titelbladet. Formuleringen, om at et skrift ikke måtte overtræde gældende lovgivning, var dog uheldig, da de fleste love på området var givet langt tilbage i tiden og ofte i vage og uklare vendinger.
Det var som om, at en dæmning var brudt med det første trykkefrihedsreskript. Strømmen af skrifter dæmpedes ikke med det andet, og de fortsatte i samme kritiske ånd. Struensees styre blev mere og mere upopulært i befolkningen, efterhånden som hans love greb ind i alle afkroge og rystede op i danskernes dagligdag. Desuden skaffede han sig utallige fjender ved mange afskedigelser rationaliseringen og centraliseringen af regeringsapparetet. Selv trykkefrihedslovgivningen var med til at vende folkestemningen imod ham. Ikke som følge af selve loven, men på grund af, at den overvejende blev brugt til at skrive mod Struensee.

## Struensees fald
Nattem mellem den 16. og 17. januar gennemførtes et kup mod Struensee og grev Enevold Brandt. De blev kastet i fængsel, og enkedronning Juliane Marie og hendes søn arveprins Frederik blev sat i spidsen for en ny regering. Under retssagen mod Struensee forblev de love, han havde formuleret, gældende. Det betød, at strømmen af skrifter mod Struensee fortsatte selv i denne periode. Mange af dem var formuleret som samtaler mellem Struensee og hans medsammensvorne eller mellem Struensee og hans forældre eller endog med Struensee i helvede i samtale med Satan.
Efterhånden som retssagen blev sat i gang, og den første eufori over regeringsskiftet havde lagt sig, syntes en vis medfølelse at melde sig for Struensee og især dronning Caroline Mathilde, som sad i husarrest på Kronborg. Det syntes især tydeligt, efter at præsten Balthasar Münter udgav Struensees omvendelseshistorie. Münther havde besøgt Struensee i arresten og angiveligt fået ham omvendt fra inkarneret fritænker til angrende kristen. Skrifter begyndte at udkomme, der fremstillede en Struensee, der klagede over, at onde mennesker udgav skrifter, der opfandt fiktive samtaler med ham.

## Indskrænkninger i trykkefriheden
Ove Høegh-Guldberg blev udnævnt til stats- og gehejmekabinetssekretær i den nye regering. Det betød, at han opnåede omtrent den samme stilling, som Struensee havde tidligere. Nu formulerede han Danmarks love med den viljeløse konges underskrift. Høegh-Guldberg var ikke tilhænger af de moderne oplysningstanker, og især mente han, at trykkefriheden med dens utallige fornærmelser mod kongelige, kirken og staten var utilbørlig. Det resulterede i reskriptet af 20. oktober 1773, der forbød at indrykke noget i bladene, 
| Citat             | som enten angaar Staten og Regeringen og almindelige Foranstaltninger, eller andere Stridsskrifter, især hvor Personer derved angrebes, ej heller Byrygter eller andre opdigtede Fortællinger, som indeholder noget fornærmeligt eller uanstændigt. | Citat |
| Edvard Holm, s. 8 | |       |

 Overtrædelser kunne politimesteren straffe med bøder fra 50 til 200 rigsdaler eller i mangel af betaling fængsling. Politimesterens kendelse kunne ikke appelleres. En måned senere udvidedes forbuddet med reskriptet af 27. november 1773 til også at omfatte kobberstik og andre former for offentliggørelser. Selv om censuren ikke blev genindført i sin gamle form, der krævede forhåndsgodkendelse af censorer før offentliggørelse, blev resultatet af denne nye lov i realiteten en tilbagevenden til de gamle tider.
Tilstanden varede til statskuppet den 14. april 1784, foranlediget af kronprins Frederik, den senere Frederik 6., og Andreas Peter Bernstorff. Især Bernstorff ansås som hovedkraften bag en genindførsel af en relativ stor pressefrihed.

## Følger
Trods den generelt lave kvalitet af de fleste af trykkefrihedstidens skrifter er der klare udviklingstendenser som følge af den: I den foregående tid havde holdningen været, at statssager kun blev diskuteret af statsmænd, og at det politiske ansvar ene lå hos staten; men på grund af åbningen for diskussionen indenfor disse emner ændredes holdningen blandt skribenterne. Det blev nu anset som en ret, at borgeren kunne diskutere statens sager.
Det var heller ikke udelukkende stridsskrifter, der udkom i perioden, selvom de udgjorde langt størstedelen. Nationaløkonomen Andreas Schytte begyndte i 1773 at udgive sit omfangsrige værk om Staternes indvortes Forfatning, der fastlagde statens pligter ud fra Charles-Louis de Secondat Montesquieus ideer.
Et af de første skrifter efter reskriptet af 14. september 1770, var digtet Philet skrevet af Johannes Ewald. Det er karakteristisk for perioden, da det er kritisk mod Struensee. Men kritikken er kun indirekte, idet det er udformet som en hyldest til minister J.H.E. Bernstorff, som Struensee havde fået afsat. Digtet er til gengæld højst ukarakteristisk ved at føre et sobert sprog uden skældsord. I 1772 udgav Ewald komedien Harlekin Patriot, som var en satire over trykkefrihedstidens mange pamfletskrivere.
Det var også i denne periode, at de norske digtere med Johan Herman Wessel og Johan Nordal Brun i spidsen brillerede i det københavnske åndsliv. Førstnævntes satiriske tragedie Kærlighed uden Strømper (1772) indeholdt mange indforståede spottende hentydninger til kupmagerne mod Struensee og deres lovsyngere.  Det Norske Selskab samledes i 1772 og blev en væsentlig institution for den videre inspiration i den dansk-norske litteratur.
En anden følge var en fri import af skandaleombruste bøger, der var forbudt i udlandet. F.eks. franskmanden Charles Theveneaus under pseudonym udgivne Le Gazetier Cuirassé: ou Anecdotes Scandaleuses de la Cour de France, som sandsynligvis blev købt af både Bolle Willum Luxdorph og Suhm straks efter udgivelsen i 1771. Desuden anskaffede Suhm sig også den politisk kritiske fremtidsroman L'An 2440 fra 1770 af Louis-Sebastien Mercier. Disse forbudte bøger blev importeret af boghandler Claude Philibert, der både havde boghandel i København og i Schweiz, hvorfra han kunne skaffe de i Frankrig undertrykte bøger og fuldt lovligt sælge dem i Danmark.
Både bogtrykkerne og forlæggerne fik et økonomisk opsving på grund af den stigende bogproduktion. Således boghandleren Søren Gyldendal, der som en af sine første selvstændige forlæggerarbejder udgav den bibliografiske Kritisk Fortegnelse over alle de Skrifter, som siden Trykkefriheden ere udkomne..., som udgaves i tre årgange og redigeredes af kopist og senere stifter af Det danske Litteraturselskab Jens Wadum. Udgivelsen af skrifter i trykkefrihedstiden gav Gyldendal den nødvendige kapital til at nedsætte sig som egentlig forlægger med forlaget Gyldendal i 1772.
Selv om trykkefriheden kun varede kort, og censuren hastigt blev genindført, lagde det grunden til, hvad der kom under den næste trykkefrihedsperiode 1784 til 1799.

### Virkningen i Norge
I 1771 udkom første bind af Gerhard Schønings arbejde med den udfordrende titel Norges Riiges Historie. I 1772 blev der fremmet krav om uafhængige norske institutioner ledet af nordmændene selv. Trykkefriheden løsnede et skred af særkrav fra norsk side. En stærk national stemning greb om sig i Norge, hvor bortfaldet af censur vækkede folk til national bevidsthed og lagde grunden for den politik, der skabte 1814. Også den udenrigspolitiske situation strammede sig til, da Gustav 3. gjorde tydelige tilnærmelser til Norge, og det trak op til krig. Nu blev den danske regering urolig for, at Norge faktisk kunne bryde ud af unionen, og gjorde derfor i 1772 visse indrømmelser, store nok til at fjerne grundlaget for en norsk folkerejsning. Da krisen så gled over, lod regeringen indrømmelserne falde. Da P.F. Suhm udviste forståelse for Norges ønske om status som nation, svarede Guldberg ham: "Ingen nordmand er til. Alle er vi borgere af den danske stat. Skriv ikke for de foragtelige Christianiæ raissonneurs!"

## Udvalgte trykkefrihedstidsskribenter
- Jacob Christian Bie
- Martin Brun
- Josias Leopold Bynch
- Ove Høegh-Guldberg
- Jacob Langebek
- Christian Martfelt
- Niels Prahl
- Herman Valdemar Schmettau
- Peter Frederik Suhm
- Christian Thura